# Маркевич Мирон Богданович
Миро́н Богда́нович Марке́вич (нар. 1 лютого 1951, Винники, Львівська область) — український футболіст і тренер. Рекордсмен української вищої ліги за кількістю ігор у ранзі головного тренера — 408 (з урахуванням сезону 2007/08).
Працював у командах: Торпедо (Луцьк), Поділля (Хмельницький), Карпати (Львів), Кривбас (Кривий Ріг), Металург (Запоріжжя), Анжі (Махачкала, Росія), Металіст (Харків) та Дніпро (Дніпро).  У 2010 році був головним тренером національної збірної України. З липня 2016 по серпень 2021 року — голова комітету національних збірних ФФУ/УАФ.

## Футбольна кар'єра
Закінчив Львівський інститут фізкультури.
Першим тренером Мирона був його батько — відомий футболіст Богдан Дмитрович Маркевич. Вихованець групи підготовки львівських «Карпат». У 1970 р. гравця зарахували до основного складу «Карпат» (Львів), але закріпитися у сильному колективі, який щойно виграв Кубок СРСР і з ходу здобув путівку до вищої ліги, 20-річному гравцеві було важко. Маркевич виступав за дубль «Карпат» у 1970—1972 роках, потім за «Спартак» (Орджонікідзе) — у 1974 році та львівські любительські колективи фізкультури. У 1977 р. перейшов до луцького «Торпедо», де вже наступного року був тренером-гравцем, а згодом 27-річний Маркевич повністю зосередився на тренерській роботі — у 1983 році закінчив всесоюзну Вищу школу тренерів у Москві.

## Тренерська кар'єра
Починав працювати в командах «Торпедо» (Луцьк) і «Поділля» (Хмельницький). У 1990-х роках очолював «Карпати» (Львів), з якими вийшов до фіналу Кубка України 1993 і здобув бронзові медалі чемпіонату України 1997/98. Потім певний час працював у колективах «Кривбас» (Кривий Ріг), «Металург» (Запоріжжя) та «Анжі» (Махачкала, Росія). З липня 2005 року — наставник харківського «Металіста». Під його керівництвом «Металіст» із сезону 2006/07 щоразу посідав 3 місце в чемпіонатах України, відтіснивши дніпропетровський «Дніпро», а в сезоні 2011/12 досяг найбільшого єврокубкового успіху в історії клубу, потрапивши до 1/4 фіналу Кубка УЄФА. 1 лютого 2010 року Мирона Маркевича призначено головним тренером національної збірної України — він поєднував роботу в клубі та збірній.
21 серпня 2010 року заявив про відставку з посади тренера збірної через незгоду з рішенням Федерації футболу України щодо позбавлення «Металіста» 9 очок за начебто договірний матч проти «Карпат».
Утримує дитячу футбольну школу у Винниках. 
Також існує дитячо-юнацький футбольний турнір, названий на його честь.
В лютому 2014 року залишив посаду тренера «Металіста» через те, що гравцям вже три місяці не платили зарплату. 26 травня 2014 року призначений головним тренером дніпропетровського «Дніпра».
Під його орудою «Дніпро» потрапив до фіналу Ліги Європи 2015, де 27 травня поступився у Варшаві «Севільї» 2:3. 29 червня 2016 року подав у відставку з посади головного тренера «Дніпра».
У червні 2023 року Мирон Маркевич знову очолив львівські «Карпати».
Був звільнений з посади головного тренера ФК «Карпати» напередодні початку нового сезону в УПЛ.

## Особисте життя
Одружений, має 2 синів, любить рибальство і музику. Серед виконавців виділяє «The Beatles», «The Rolling Stones», Елвіса Преслі, Френка Сінатру. З класичної музики віддає перевагу Моцартові. Коли «Металіст» восени 2007 приїхав до Ліверпуля, щоб грати з «Евертоном» у матчі Кубка УЄФА, Маркевич зазначив: «Я старий бітломан і пропустити таку можливість відвідати музей „Бітлз“ ми ніяким чином не можемо».
Син Остап — також футбольний тренер.

## Скандали
2018 року Мирон Маркевич приєднався до скандальної ініціативи Євгенії Кучерук з метою вилучення землі (з подальшою забудовою) у нащадків відомого львівського композитора, диригента, багаторічного директора консерваторії Мечислава Солтиса, яка була придбана Солтисом 1899 року.

## Досягнення
Як тренера:
Карпати (Львів)
- Фіналіст Кубка України (2): 1992/93, 1998/99
- Півфіналіст Кубка України (1): 1993/94
- Бронзовий призер чемпіонату України (1): 1997/98

Металург (Запоріжжя)
- Півфіналіст Кубка України (1): 1999/00

Металіст (Харків)
- Срібний призер чемпіонату України (1): 2012/13
- Бронзовий призер чемпіонату України (6): 2006/07, 2007/08, 2008/09, 2009/10, 2010/11, 2011/12
- Півфіналіст Кубка України (2): 2006/07, 2008/09
- Чвертьфіналіст Ліги Європи УЄФА (1): 2011/12

Дніпро (Дніпро)
- Фіналіст Ліги Європи УЄФА (1): 2015
- Бронзовий призер чемпіонату України (2): 2014/15, 2015/16
- Півфіналіст Кубка України (2): 2014/15, 2015/16

Збірна України з футболу
- Керував збірною у 4 матчах, тричі українці святкували перемогу і один раз зіграли внічию. Перший і єдиний на цей час тренер збірної України, який не зазнав з нею жодної поразки.

## Нагороди
- З нагоди 100-річчя Харківського футболу нагороджений орденом «За заслуги» ІІІ ступеня[11].

- З нагоди 20-річчя Всеукраїнської спортивної громадської організації «Федерація футболу України» нагороджений орденом «За заслуги» ІІ ступеня[12]

- 22 червня 2012 р. сесія Харківської міської ради присвоїла звання «Почесний громадянин міста Харків»[13].

- 23 серпня 2012 р. сесія Винниківської міської ради присвоїла звання «Почесний громадянин міста Винники»[14].

- січень 2019 р. — відзнака «За гуманітарну участь в Антитерористичній операції»[15].